# NGC 2415
NGC 2415 é uma galáxia irregular (Im) localizada na direcção da constelação de Gemini. Possui uma declinação de +35° 14' 31" e uma ascensão recta de 7 horas, 36 minutos e 56,5 segundos.
A galáxia NGC 2415 foi descoberta em 10 de Março de 1790 por William Herschel.